# Istenszülő elszenderedése fatemplom (Incsel)
Az incseli Istenszülő elszenderedése fatemplom műemlékké nyilvánított épület Romániában, Kolozs megyében. A romániai műemlékek jegyzékében a  CJ-II-m-B-07569 sorszámon szerepel.